# Escola de Păltiniș

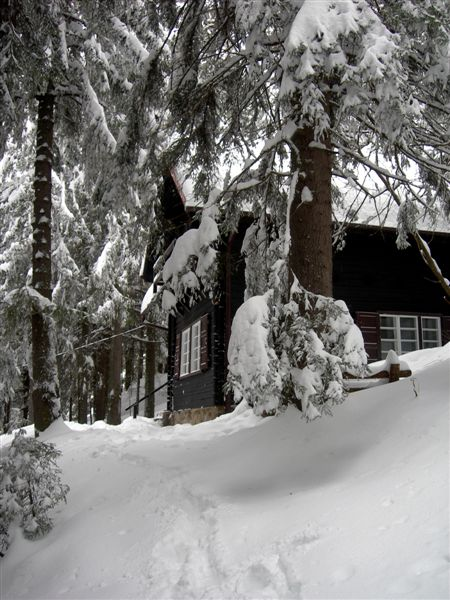
«Vila 23», cabana turística de Păltiniş, on el filòsof Noica va passar els darrers anys de la seva vida.

L'Escola de Păltiniș (Școala de la Păltiniș en romanès) va ser una acadèmia d'inspiració platònica iniciada l'any 1970 pel filòsof romanès Constantin Noica. Estava situada en el mont Păltiniș, a prop de la ciutat transsilvana de Sibiu. L'escola oferia seminaris privats on s'estructurava la paideia i la propedèutica sistemàtica de la història de la filosofia mitjançant l'anàlisi i interpretació de textos fonamentals, juntament amb debats diversos al voltant de la filosofia contemporània.
Va ser descrita el 1980 en el volum Jurnalul de la Păltiniș de Gabriel Liiceanu, que va commocionar el mateix Noica pel seu fidel relat. Va registrar a banda les seves paraules en un volum comentat de les cartes que va escriure a Liiceanu i que va publicar en Epistolar.
D'entre els deixebles que van participar en aquests seminaris de Noica cal destacar: Alexandru Dragomir, Octavian Nistor, Mihai Șora, Marin Tarangul, Ion Papuc, Andrei Pleșu, Dan Iacob, Andrei Justin Hossu, Gabriel Liiceanu, Alexandru Surdu, Constantin Barbu, Monica Pillat, Paul Anghel, Sorin Vieru, Andrei Cornea, Marta Guțu, Francisca Băltăceanu, George Purdea, Vasile Dem. Zamfirescu, Victor Stoichiță, Thomas Kleininger, Aurel Brumaru, Șerban Nicolau.
Se cita sovint l'Escola com un exemple del que s'anomena «resistència a través de la cultura» (Rezistenţa prin cultură en romanès) durant el període del règim comunista a Romania.